# Commonwealth Games 2022/Tischtennis
Bei den Commonwealth Games 2022 in Birmingham, England, fanden im Tischtennis elf Wettbewerbe statt. Austragungsort war das National Exhibition Centre. Erfolgreichste Nation war Indien, deren Sportlervier Goldmedaillen gewannen.

## Wettbewerbe und Zeitplan
| G | Vorrunde (Gruppe) | P | Vorrunde (Playoffs) | ¼ | Viertelfinale | ½ | Halbfinale | B | Spiel um die Bronzemedaille | F | Spiel um die Goldmedaille |

| Datum → Wettbewerb ↓ | Fr. 29. | Fr. 29. | Sa. 30. | Sa. 30. | So. 31. | So. 31. | Mo. 1. | Mo. 1. | Mo. 1. | Di. 2. | Di. 2. | Mi. 3. | Mi. 3. | Do. 4. | Do. 4. | Fr. 5. | Fr. 5. | Sa. 6. | Sa. 6. | Sa. 6. | So. 7. | So. 7. | So. 7. | So. 7. | Mo. 8. | Mo. 8. |
| Session →            | M       | A       | M       | A       | M       | A       | M      | M      | A      | N      | N      | M      | A      | M      | A      | M      | A      | M      | A      | A      | M      | M      | A      | A      | M      | M      |
| -------------------- | ------- | ------- | ------- | ------- | ------- | ------- | ------ | ------ | ------ | ------ | ------ | ------ | ------ | ------ | ------ | ------ | ------ | ------ | ------ | ------ | ------ | ------ | ------ | ------ | ------ | ------ |
| Männer Einzel        |         |         |         |         |         |         |        |        |        |        |        | G      | G      |        |        | P      | P      | ¼      |        |        |        |        | ½      | ½      | B      | F      |
| Männer Doppel        |         |         |         |         |         |         |        |        |        |        |        |        |        | P      | P      | P      | ¼      | ½      |        |        | B      | F      |        |        |        |        |
| Männer Mannschaft    | G       | G       | G       |         | ¼       |         |        |        | ½      | B      | F      |        |        |        |        |        |        |        |        |        |        |        |        |        |        |        |
| Frauen Einzel        |         |         |         |         |         |         |        |        |        |        |        | G      | G      |        | P      | P      | ¼      | ½      |        |        | B      | F      |        |        |        |        |
| Frauen Doppel        |         |         |         |         |         |         |        |        |        |        |        |        |        | P      |        | P      | P      | P      | ¼      | ¼      |        |        | ½      | ½      | B      | F      |
| Mannschaft Frauen    | G       | G       | G       | ¼       |         | ½       | B      | F      |        |        |        |        |        |        |        |        |        |        |        |        |        |        |        |        |        |        |
| Mixed Doppel         |         |         |         |         |         |         |        |        |        |        |        |        |        | P      | P      | P      | ¼      | ½      |        |        |        |        | B      | F      |        |        |
| Para-Sport           |         |         |         |         |         |         |        |        |        |        |        |        |        |        |        |        |        |        |        |        |        |        |        |        |        |        |
| Männer Einzel C3–5   |         |         |         |         |         |         |        |        |        |        |        | G      | G      | G      |        | ½      |        |        | B      | F      |        |        |        |        |        |        |
| Männer Einzel C8–10  |         |         |         |         |         |         |        |        |        |        |        | G      | G      | G      |        | ½      |        |        |        |        | B      | F      |        |        |        |        |
| Frauen Einzel C3–5   |         |         |         |         |         |         |        |        |        |        |        | G      | G      | G      |        | ½      |        |        | B      | F      |        |        |        |        |        |        |
| Frauen Einzel C8–10  |         |         |         |         |         |         |        |        |        |        |        | G      | G      | G      |        | ½      |        |        | B      | F      |        |        |        |        |        |        |

## Männer

### Einzel
| Platz | Land | Sportler              |
| ----- | ---- | --------------------- |
| 1     | IND  | A. Sharath Kamal      |
| 2     | ENG  | Liam Pitchford        |
| 3     | IND  | Sathiyan Gnanasekaran |

Finale:
8. August 2022

### Doppel
| Platz | Land | Sportler                               |
| ----- | ---- | -------------------------------------- |
| 1     | ENG  | Paul Drinkhall Liam Pitchford          |
| 2     | IND  | A. Sharath Kamal Sathiyan Gnanasekaran |
| 3     | SGP  | Clarence Chew Shao Feng Ethan Poh      |

Finale:
7. August 2022

### Mannschaft
| Platz | Land | Sportler                                                           |
| ----- | ---- | ------------------------------------------------------------------ |
| 1     | IND  | Harmeet Desai Sanil Shetty A. Sharath Kamal Sathiyan Gnanasekaran  |
| 2     | SGP  | Clarence Chew Yew En Koen Pang Shao Feng Ethan Poh Yong Izaac Quek |
| 3     | ENG  | Liam Pitchford Paul Drinkhall Sam Walker Tom Jarvis                |

Finale:
2. August 2022

## Frauen

### Einzel
| Platz | Land | Sportlerin   |
| ----- | ---- | ------------ |
| 1     | SGP  | Feng Tianwei |
| 2     | SGP  | Jian Zeng    |
| 3     | AUS  | Yangzi Liu   |

Finale:
6. August 2022

### Doppel
| Platz | Land | Sportlerinnen               |
| ----- | ---- | --------------------------- |
| 1     | SGP  | Feng Tianwei Jian Zeng      |
| 2     | AUS  | Minhyung Jee Joan Fang Lay  |
| 3     | WAL  | Charlotte Carey Anna Hursey |

Finale:
8. August 2022

### Mannschaft
| Platz | Land | Sportlerinnen                                     |
| ----- | ---- | ------------------------------------------------- |
| 1     | SGP  | Zhou Jingyi Zeng Jian Feng Tianwei Wong Xin Ru    |
| 2     | MAS  | Tee Ai Xin Karen Lyne Alice Chang Ho Ying         |
| 3     | AUS  | Jee Minhyung Liu Yangzi Jian Fang Lay Feng Chunyi |

Finale:
1. August 2022

## Mixed

### Doppel
| Platz | Land | Sportler                      |
| ----- | ---- | ----------------------------- |
| 1     | IND  | A. Sharath Kamal Sreeja Akula |
| 2     | MAS  | Javen Choong Karen Lyne       |
| 3     | SGP  | Zhe Yu Clarence Jian Zeng     |

Finale:
7. August 2022

## Para

### Einzel Männer C3-5
| Platz | Land | Sportler           |
| ----- | ---- | ------------------ |
| 1     | ENG  | Jack Hunter-Spivey |
| 2     | NGR  | Nasiru Sule        |
| 3     | NGR  | Isau Ogunkunle     |

Finale:
6. August 2022

### Einzel Männer C8-10
| Platz | Land | Sportler       |
| ----- | ---- | -------------- |
| 1     | WAL  | Joashua Stacey |
| 2     | AUS  | Lin Ma         |
| 3     | ENG  | Ross Wilson    |

Finale:
7. August 2022

### Einzel Frauen C3-5
| Platz | Land | Sportlerin                     |
| ----- | ---- | ------------------------------ |
| 1     | IND  | Bhavina Hasmukhbhai Patel      |
| 2     | NGR  | Ifechukwude Christiana Ikpeoyi |
| 3     | IND  | Sonalben Manubhai Patel        |

Finale:
6. August 2022

### Einzel Frauen C6-10
| Platz | Land | Sportlerin     |
| ----- | ---- | -------------- |
| 1     | AUS  | Qian Yang      |
| 2     | AUS  | Li Na Lei      |
| 3     | NGR  | Faith Obazuaye |

Finale:
6. August 2022

## Medaillenspiegel
| Platz  | Land       | Gold | Silber | Bronze | Gesamt |
| ------ | ---------- | ---- | ------ | ------ | ------ |
| 1      | Indien     | 4    | 1      | 2      | 7      |
| 2      | Singapur   | 3    | 2      | 2      | 7      |
| 3      | England    | 2    | 1      | 2      | 5      |
| 4      | Australien | 1    | 3      | 2      | 6      |
| 5      | Wales      | 1    | —      | 1      | 2      |
| 6      | Nigeria    | —    | 2      | 2      | 4      |
| 7      | Malaysia   | —    | 2      | —      | 2      |
| Gesamt | Gesamt     | 11   | 11     | 11     | 33     |